# Forni di Sotto
Forni di Sotto (friülà For Disot) és un municipi italià, dins de la província d'Udine. És situat dins la Val Tagliamento, a la Cjargne. L'any 2007 tenia 688 habitants. Limita amb els municipis d'Ampezzo, Claut (PN), Forni di Sopra, Sauris, Socchieve i Tramonti di Sopra (PN).

## Administració
| Període | Identitat      | Partit        |
| ------- | -------------- | ------------- |
| 2004-   | Andrea Ghidina | Llista cívica |